# Aeroportul Region of Waterloo
Aeroportul Region of Waterloo (IATA: YKF, ICAO: CYKF) este un aeroport din Ontario, Canada ce deservește zona Tri-Cities⁠(d). Aeroportul a fost tranzitat în 2021 de 171.828 de pasageri. A fost deschis în 1930.
Situat la o altitudine de 322 m, aeroportul dispune de o singură pistă.